# Ги Форже
Ги Форже (на френски: Guy Forget) е френски тенисист.

## Биография
Ги Форже е роден на 4 януари 1965 г. в Казабланка, Мароко.
Форже се жени за Изабел Шасанде-Бариоз-Шаброл през 1989 г. Двойката има двама сина, Матио и Тибо. Тибо също играе професионален тенис.

## Кариера
Ги Форже привлече вниманието на света на тениса за първи път, като печели титлата на Ролан Гарос за юноши през 1982 г. Той става професионалист същата година.
Той помага на отбора на Франция да спечели Купа Дейвис през 1991 и 1996 г. След като прекратява кариерата си като играч, той е капитан на отбора на Франция за Купа Дейвис. Играе в продължение на 12 години, поставя рекорд от 38-11.
През 1991 г. той печели шест титли на сингъл, включително в Синсинати и Париж от ATP Мастърс сериите. И в двата финала той побеждава Пийт Сампрас. Достига най-високото си класиране на сингъл в световната ранглиста през март същата година, като номер 4.
По време на кариерата си той печели общо 11 титли от най-високо ниво на сингъл и 28 на двойки. 
През 2011 г. Международната федерация по тенис (ITF) му връчва най-високото си отличие, наградата Филип Шатрие, за приноса му към тениса.
Той се присъединява към ръководния комитет на Откритото първенство на Франция през 2011 г., а през 2012 г. става директор на Париж Мастърс.
През 2016 г. той става директор на Откритото първенство на Франция след уволнението на Жилбърт Изерн.

## Кариерна статистика

#### Титли оттурнири от сериите Мастърс(2)
| година | турнир          | съперник във финала | резултат                      |
| ------ | --------------- | ------------------- | ----------------------------- |
| 1991   | Синсинати Оупън | Пийт Сампрас        | 2–6, 7–6(7–4), 6–4            |
| 1991   | Париж Мастърс   | Пийт Сампрас        | 7–6(11–9), 4–6, 5–7, 6–4, 6–4 |

#### Финали натурнири от сериите Мастърс(3)
| година | турнир            | съперник във финала | резултат                     |
| ------ | ----------------- | ------------------- | ---------------------------- |
| 1991   | Индиън Уелс Оупън | Джим Къриър         | 6–4, 3–6, 6–4, 3–6, 6–7(4–7) |
| 1992   | Стокхолм Оупън    | Горан Иванишевич    | 6–7(2–7), 6–4, 6–7(5–7), 2–6 |
| 1992   | Париж Мастърс     | Борис Бекер         | 6–7(3–7), 3–6, 6–3, 3–6      |

### ATP финали (11 титли; 19 финала)
|        | П–З  | Година | Турнир                 | Клас           | Настилка   | Опонент          | Резултат                      |
| ------ | ---- | ------ | ---------------------- | -------------- | ---------- | ---------------- | ----------------------------- |
| Победа | 1–0  | 1986   | Тулуза Гран При        | Гран При       | Твърда (з) | Ян Гунарсон      | 4–6, 6–3, 6–2                 |
| Победа | 2–0  | 1989   | Лориен Оупън           | Гран При       | Твърда (з) | Ян Гунарсон      | 6–3, 7–6(7–5)                 |
| Загуба | 2–1  | 1989   | Уембли Чемпиъншипс     | Гран При       | Килим (з)  | Майкъл Ченг      | 2–6, 2–6, 1–6                 |
| Загуба | 2–2  | 1990   | Ница Оупън             | Световни серии | Клей       | Хуан Агилера     | 6–2, 3–6, 4–6                 |
| Победа | 3–2  | 1990   | ATP Бордо              | Световни серии | Клей       | Горан Иванишевич | 6–4, 6–3                      |
| Победа | 4–2  | 1991   | Сидни Интернешънъл     | Световни серии | Твърда     | Михаел Щих       | 6–3, 6–4                      |
| Победа | 5–2  | 1991   | Брюксел Индор          | Шампионски     | Килим (з)  | Андрей Чесноков  | 6–3, 7–5, 3–6, 7–6(7–4)       |
| Загуба | 5–3  | 1991   | Индиън Уелс Оупън      | Сингъл седмица | Твърда     | Джим Къриър      | 6–4, 3–6, 6–4, 3–6, 6–7(4–7)  |
| Победа | 6–3  | 1991   | Синсинати Оупън        | Сингъл седмица | Твърда     | Пийт Сампрас     | 2–6, 7–6(7–4), 6–4            |
| Победа | 7–3  | 1991   | ATP Бордо              | Световни серии | Твърда     | Оливие Делетр    | 6–1, 6–3                      |
| Победа | 8–3  | 1991   | Тулуза Гран При        | Световни серии | Твърда (з) | Амос Мансдорф    | 6–2, 7–6(7–4)                 |
| Победа | 9–3  | 1991   | Париж Мастърс          | Сингъл седмица | Килим (з)  | Пийт Сампрас     | 7–6(11–9), 4–6, 5–7, 6–4, 6–4 |
| Загуба | 9–4  | 1992   | Сидни Интернешънъл     | Световни серии | Твърда     | Емилио Санчес    | 3–6, 4–6                      |
| Победа | 10–4 | 1992   | Тулуза Гран При        | Световни серии | Твърда (з) | Петер Корда      | 6–3, 6–2                      |
| Загуба | 10–5 | 1992   | Стокхолм Оупън         | Сингъл седмица | Килим (з)  | Горан Иванишевич | 6–7(2–7), 6–4, 6–7(5–7), 2–6  |
| Загуба | 10–6 | 1992   | Париж Мастърс          | Сингъл седмица | Килим (з)  | Борис Бекер      | 6–7(3–7), 3–6, 6–3, 3–6       |
| Загуба | 10–7 | 1994   | Суис Оупън             | Световни серии | Клей       | Серхи Бругера    | 6–3, 5–7, 2–6, 1–6            |
| Загуба | 10–8 | 1995   | Куинс Клъб Чемпиъншипс | Световни серии | Трева      | Пийт Сампрас     | 6–7(3–7), 6–7(6–8)            |
| Победа | 11–8 | 1996   | Оупън 13               | Световни серии | Твърда (з) | Седрик Пиолин    | 7–5, 6–4                      |